# Bovelles
Bovelles é uma comuna francesa na região administrativa de Altos da França, no departamento de Somme. Estende-se por uma área de 6,87 km². Em 2010 a comuna tinha 437 habitantes (densidade: 63,6 hab./km²).